# رولاگ (مینسوتا)
رولاگ (به انگلیسی: Rollag) یک منطقهٔ مسکونی در ایالات متحده آمریکا است که در شهرستان کلی، مینه‌سوتا واقع شده‌است. رولاگ ۴۱۶٫۹۷ متر بالاتر از سطح دریا واقع شده‌است.